# جيم ماكلولين
جيم ماكلولين (بالإنجليزية: Jim McLaughlin)‏ (20 ديسمبر 1940 بديري في أيرلندا الشمالية - ) هو مدرب كرة قدم ولاعب كرة قدم أيرلندي شمالي في مركز الهجوم. شارك مع منتخب أيرلندا الشمالية تحت 23 سنة لكرة القدم ومنتخب أيرلندا الشمالية لكرة القدم. أما مع النوادي، فقد لعب مع برمنغهام سيتي وديري سيتي وسوانزي سيتي وشروزبري تاون ونادي بيتربورو يونايتد ونادي دوندالك.

## وصلات خارجية
- جيم ماكلولين على موقع ناشيونال فوتبول تيمز (الإنجليزية)